# Rumex acetosa

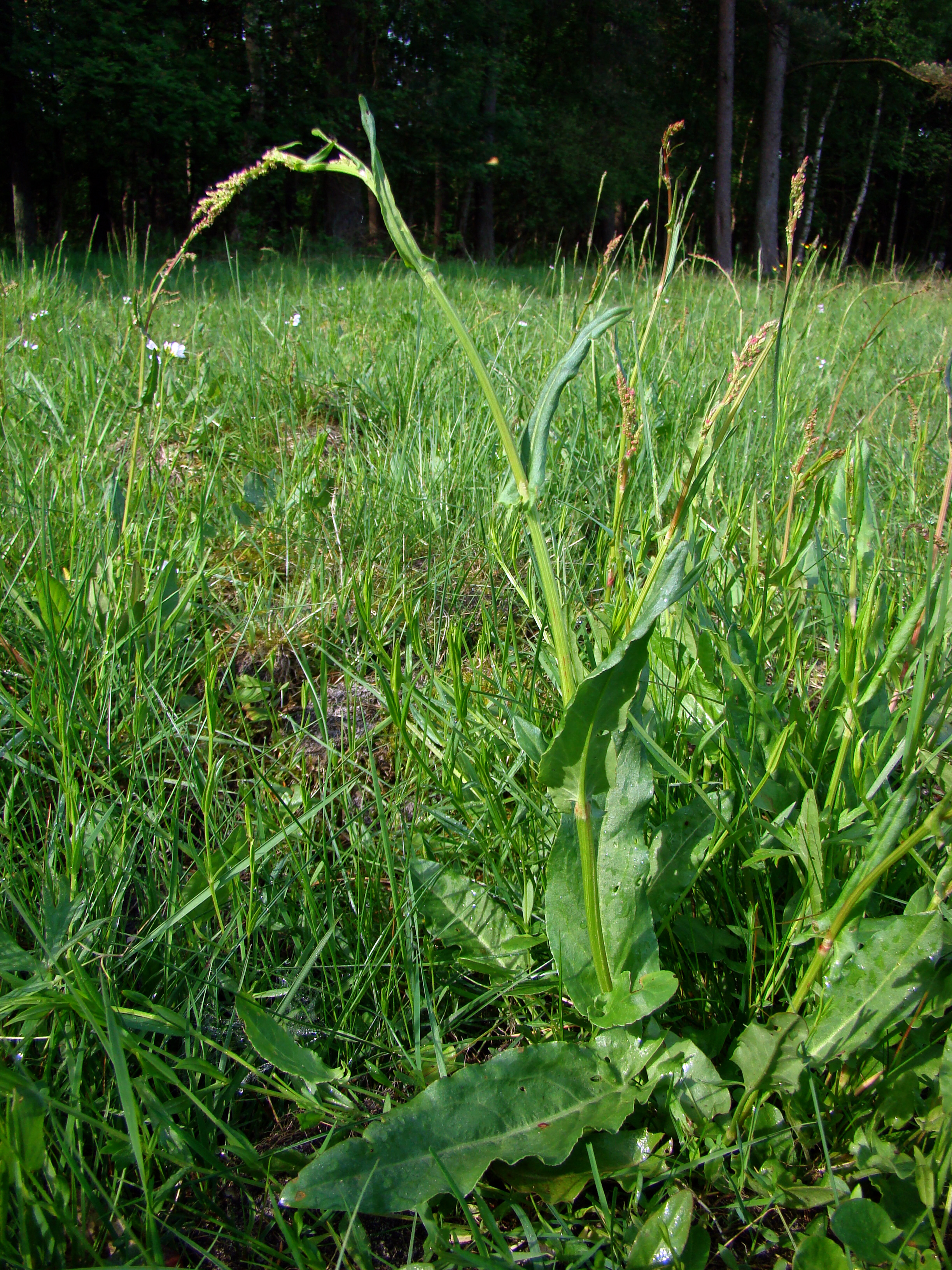
Exemplar d'agrella

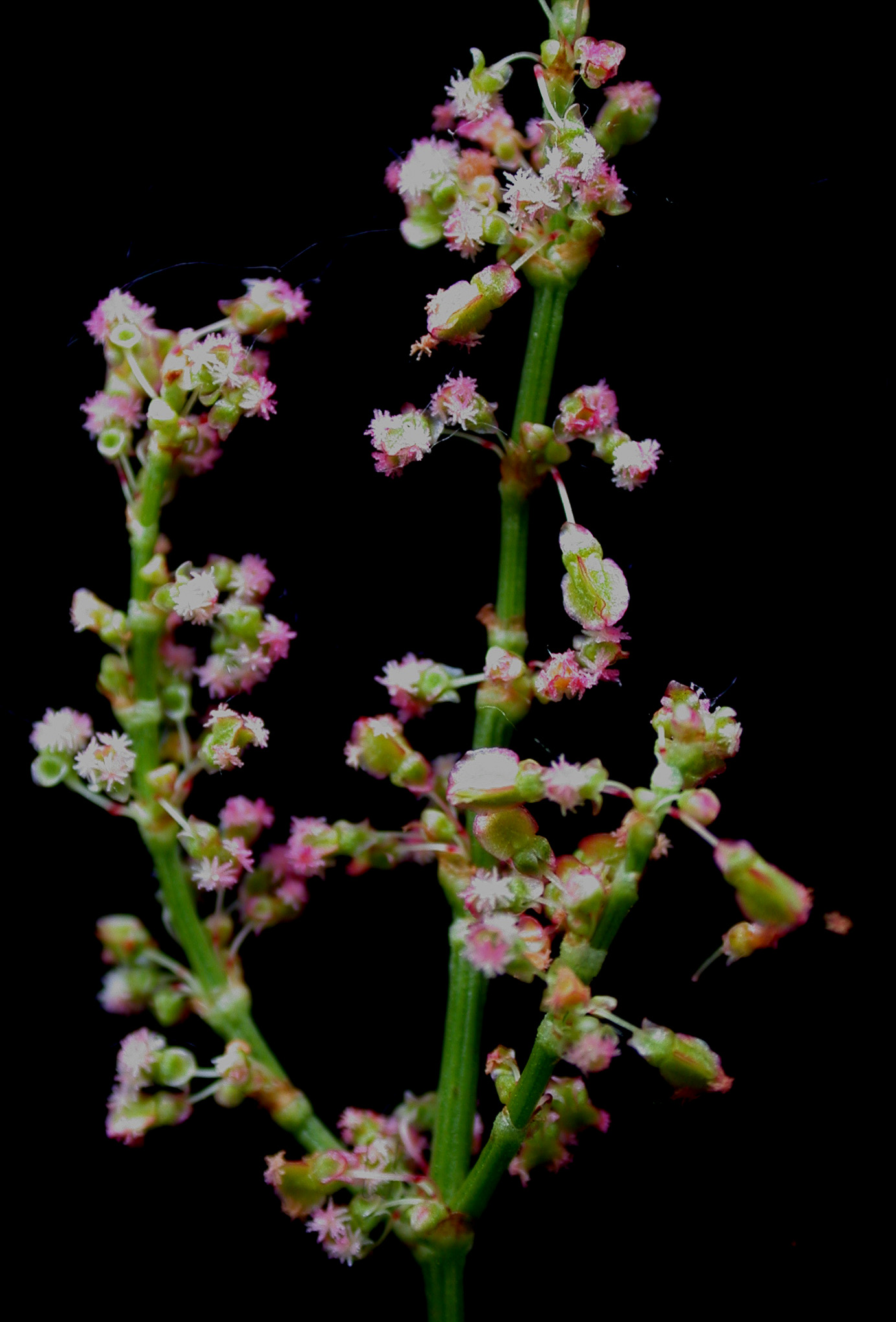
Inflorescència de flors femenines

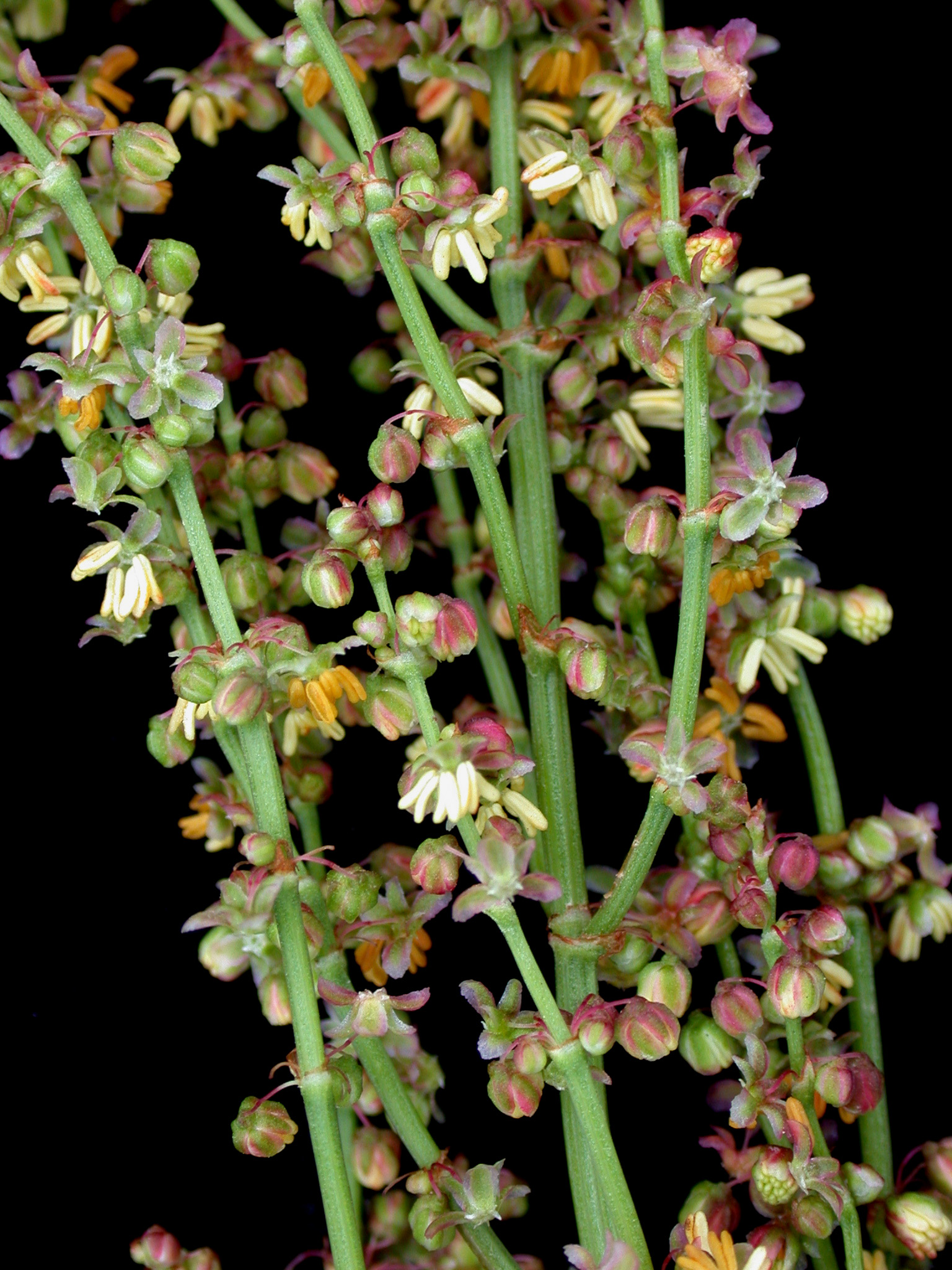
Inflorescència de flors masculines

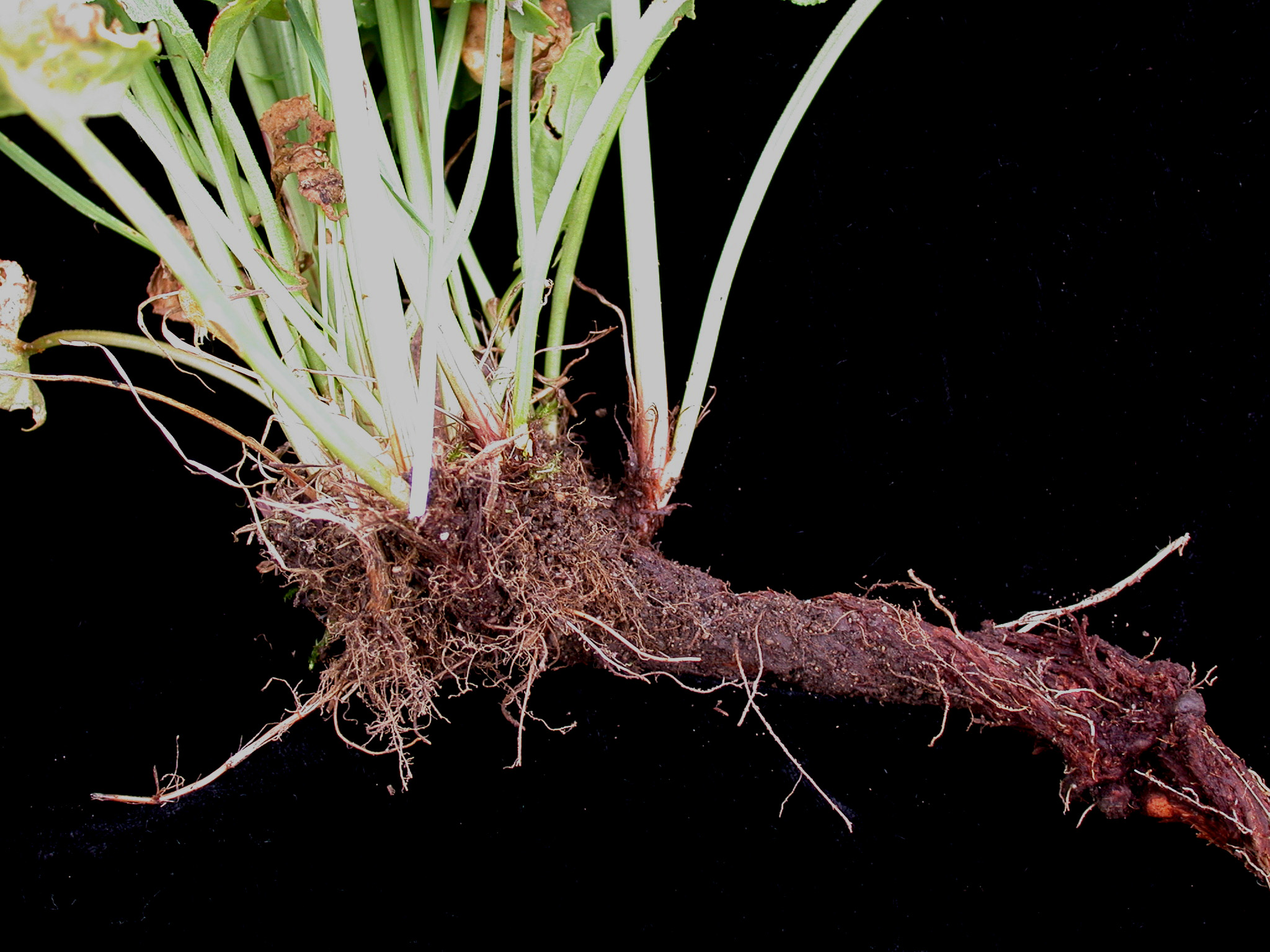
El rizoma i la base de les tiges

L'agrella, agreta, sora o vinagrella (Rumex acetosa) és una espècie de planta amb flors del gènere Rumex dins la família de les poligonàcies (Polygonaceae).
Addicionalment pot rebre els noms d'agrelles, agrelles d'hort, agrelles de muntanya, agretes, agrets, herba de la verge, llengua de bou, romeda, sores, vinagrera, vinagreta, vinagretes i xiscoll. També s'han recollit les variants lingüístiques agriella, agriguella, agrilles i agrilles de muntanya.

## Descripció
Hemicriptòfit glabre o més o menys densament pilós en la base de les tiges i revers de les fulles, rarament en l'anvers, de 25-160 cm. Presenta un rizoma globós-irregular o quasi cilíndric. Les tiges són solitàries o poc nombroses, fins a 5-10, erectes, estriades. Les òcrees són llargues i fimbriades. Les fulles basals fan 12-220 × 10-70 mm, i són ovades o ovado-oblongues. El limbe té una relació longitud/amplària de 1,7-(3-4). Els lòbuls basals generalment són sencers, reflexos, a vegades bífids i divergents. El pecíol és igual o de major longitud que els limbes. Les fulles mitjanes, oblongues o ovado-oblongues, sèssils o curtament peciolades, mentre que les apicals són triangular-oblongues o linears, i la seua de relació longitud/amplària és de (2,7)3-8(10). La inflorescència és racemosa, oblonga i laxa o curta, densa i quasi corimbosa, generalment amb branques simples o només les inferiors ramoses. Les flors masculines tenen les peces del periant de 1,5-2 mm i les anteres 1,2-2 mm. Les peces externes del periant, en la fructificació fan 1-2,5 mm. Les valves mesuren 3-5,5 × 3-5,5 mm, i són quasi orbiculars i ovado-suborbiculares, cordades en la base i amb l'escata basal de 0,5-1 mm. El fruit és un aqueni de 2-2,5 mm de color marró rogenc fosc. Floreix de maig a agost. El seu nombre cromosòmic és 2n = 14 (femelles) i 15 (mascles) i el nombre haploide és n = 7, 8.

## Taxonomia
Aquesta espècie va ser publicada per primer cop l'any 1753 al primer volum de l'obra Species Plantarum del botànic suec Carl von Linné (1707-1778).

### Etimologia
- Rumex: probablement provinga del nom llatí per a la paradella cultivada. El nom va ser usat per Plini el Vell, i deriva probablement de rumo (xuclar o xuplar), al·ludint a la pràctica entre els romans de xuplar les fulles per alleujar la set.[7]
- acetosa: aquest epítet és sinònim d'agrella i del llatí acetŏsa (àcida), fent referència al seu sabor.[8]

### Subespècies
Dins d'aquesta espècie es reconeixen les 4 subespècies i les 3 varietats següents:
- Rumex acetosa subsp. acetosa
- Rumex acetosa var. fontanopaludosus (Kalela) Hyl.
- Rumex acetosa subsp. hibernicus (Rech.f.) Akeroyd
- Rumex acetosa var. hydrophilus Wiinst. ex Hyl.
- Rumex acetosa subsp. islandicus (Á.Löve) Ö.Nilsson
- Rumex acetosa var. serpenticola Rune
- Rumex acetosa subsp. vinealis (Timb.-Lagr. & Jeanb.) O.Bolòs & Vigo

### Sinònims
Els següents noms científics són sinònims homotípics de Rumex acetosa:
- Acetosa pratensis Mill.
- Lapathum acetosa (L.) Scop.
- Rumex acetosa var. pratensis (Mill.) Wallr.
- Rumex acetosa subsp. pratensis (Mill.) Blytt & O.C.Dahl
- Rumex acidus Salisb.

## Usos
Encara que actualment es conegui poc als Països Catalans, l'agrella ha estat conreada des de l'antiguitat. Es tracta d'una verdura molt utilitzada a la cuina occitana del nord (Alvèrnia i Llemosí), on se'n fan sopes i cremes, però també en tota mena de plats on es pugui utilitzar també bledes o espinacs. Té un gust semblant al de la bleda però una mica picant, com si estigués lleugerament fermentada. Aquest gust pungent de la fulla prové de l'àcid oxàlic que conté. De les fulles se'n fan sopes i purés, com el "shav" de la cuina polonesa i lituana. Es pot menjar com a verdura i per a fer salses. També se'n poden fer amanides, car les fulles d'agrella tenen un gust agradablement àcid que recorda el del kiwi o el de la maduixa de bosc.
L'agrella és esmentada a La cuynera catalana i en diversos receptaris mallorquins més o menys coetanis.
A la medicina tradicional de Europa l'agrella havia estat utilitzada com a antiinflamatori bucal.